# Edward Forster den yngre
Edward Forster d y, född 15 oktober 1765, död 23 februari 1849 i kolera 1849-02-23,  var en brittisk bankman och botaniker. Han var son till Edward Forster d ä.
Auktorsnamnet E.Forst kan användas för Edward Forster den yngre i samband med ett vetenskapligt namn inom botaniken; se Wikipediaartiklar som länkar till auktorsnamnet.

## Eponym

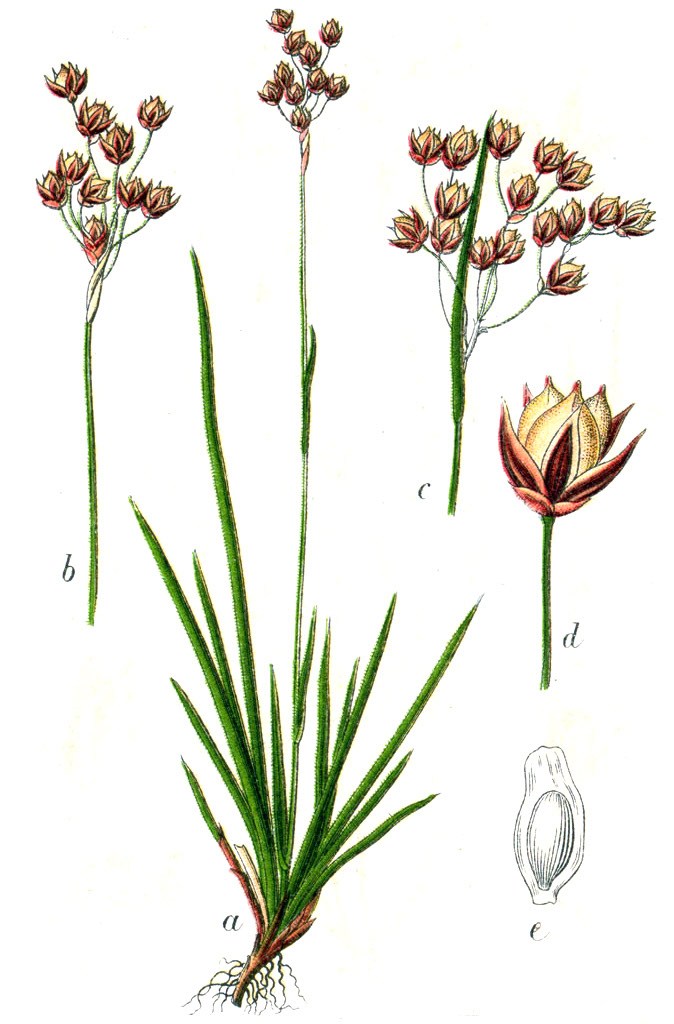
Luzula forsteri

Edward Forster har hedrats med att få en växt benämnd Luzula forsteri (Parkfryle, som ej finns i Sverige).